# ケンドーコバヤシのキミナグ
ケンドーコバヤシのキミナグは、2007年10月6日から2008年3月29日まで、TBSラジオで放送されていたラジオ番組。

## 番組概要
「キミナグ」とは漫画『ジョジョの奇妙な冒険』第1部の主人公・ジョナサン・ジョースターのセリフ「君が泣くまで殴るのをやめない」のもじり、「君が聴くまで殴るのをやめない」の略である。擬似報道番組の形態をとっており、番組のコンセプトは「エンジョイ・アンド・エキサイティング」。
2008年5月30日放送の特別番組『ケンドーコバヤシのウルトラソウル!』内で1回限りの復活を果たした。

## 放送日・時間
- 毎週土曜日 20:30-21:00(JST)

## パーソナリティ
- ケンドーコバヤシ
- 折原みか - 自らのキャッチフレーズを「日本一の華奢かわいい」と述べていた。

## コーナー
「嘘ニュース速報」
折原が架空のニュースを読み上げ、ケンドーがコメントを述べる。放送では「聞いた事を必ずや後悔するニュース」などと謳われていた。
「どうでも良すぎる国勢調査」
リスナーから募集した、様々なベスト5を折原が発表する。放送では「キミナグ国勢調査」などと謳われていた。
2007年12月29日放送でのテーマは「連載漫画にしたら人気作品になりそうな有名人ベスト5」。
折原みかの企画工場プレゼンツ「優しさの定義」
折原が考える男の優しさを発表する。それに対し、ケンドーがそれは優しさなのかどうかを「クズ」か「優しさ」で判定する。2008年3月15日の放送で初めて「優しさ」の判定が出た。
キミナグ謝罪会見
パーソナリティの発言に対してリスナーが苦情として指摘し、二人が謝罪するもの。しかし、謝罪の殆んどは折原である。コーナーの終わりではケンドーが「なお、届いたメールはｘｘｘ（芸能人）に転送することをご了承ください」と言っていた。

## ポッドキャスト
ポッドキャストでは「折原みかの企画工場」を行っていた。毎回、折原が番組の新しい企画案を3つ用意し、コバヤシが採用か不採用かを決めるコーナー。人気を博し、ダウンロード数では常にランキング上位を記録していた。